# ادامزیچا
ادامزیچا (به لاتین: Adamczycha) در لهستان است که در Gmina Baranowo واقع شده‌است.

## خصوصیات
ادامزیچا ۹۰ نفر جمعیت دارد.